# Tratado de Budapest
El Tratado de Budapest sobre el reconocimiento internacional del depósito de microorganismos para los fines del procedimiento de patentes, o Tratado de Budapest, es un tratado internacional firmado en la capital húngara de Budapest, el 28 de abril de 1977. Entró en vigor el 9 de agosto de 1980 y posteriormente fue modificado el 26 de septiembre de 1980. El tratado es administrado por la Organización Mundial de la Propiedad Intelectual (OMPI).
El tratado establece el depósito de microorganismos, que intervienen o forman parte de una invención, bajo un procedimiento en materia de patentes ante una autoridad internacional de depósito, y el reconocimiento de dicho depósito con independencia de que se realice dentro o fuera del territorio de un Estado miembro.
Hasta septiembre de 2023, 89 países formaban parte en el Tratado de Budapest. La adhesión al Tratado está abierta a los Estados Partes en el Convenio de París para la Protección de la Propiedad Industrial de 1883. La Organización Regional Africana de la Propiedad Industrial (ORAPI), la Organización Eurasiática de Patentes (OEAP) y la Organización Europea de Patentes (OEP) han presentado una declaración de aceptación con arreglo al artículo 9.1.a) del Tratado.

## Contenido del tratado
El tratado permite que "los depósitos de microorganismos en una autoridad internacional de depósito sean reconocidos a los fines del procedimiento de patentes". Por lo general, para cumplir el requisito legal de suficiencia de divulgación, las solicitudes de patentes y patentes deben revelar en su descripción el objeto de la invención de una manera suficientemente clara y completa para ser llevada a cabo por el experto en la técnica. Cuando una invención implica un microorganismo, por lo general es imposible describir completamente dicha invención en la descripción para permitir que terceros la lleven a cabo. Por esta razón, en el caso particular de las invenciones que involucran microorganismos, un depósito de material biológico debe hacerse en una institución reconocida. El Tratado de Budapest garantiza que un solicitante, es decir, una persona que solicita una patente, no necesita depositar el material biológico en todos los países en los que desea obtener una patente. El solicitante sólo debe depositar el material biológico en una institución reconocida, y este depósito será reconocido en todos los países parte en el Tratado de Budapest.

## Autoridad depositaria internacional
Los depósitos se efectúan en una autoridad depositaria internacional (ADI) de conformidad con las normas del Tratado en o antes de la fecha de presentación de la solicitud de patente completa. El artículo 7 del Tratado de Budapest establece los requisitos para que una instalación se convierta en una Autoridad Depositaria Internacional. A 16 de enero de 2017, había 46 ADI en aproximadamente 25 países en todo el mundo.

## Objeto depositable
Las ADI han aceptado depósitos para materiales biológicos que no están dentro de una interpretación literal de "microorganismo".
El Tratado no define qué se entiende por "microorganismo".
La gama de materiales que pueden ser depositados bajo el Tratado de Budapest incluye:
- Células, por ejemplo, bacterias, hongos, líneas celulares eucariotas, esporas de plantas.
- Vectores genéticos (tales como plásmidos o vectores de bacteriófagos o virus) que contienen un gen o fragmentos de ADN.
- Organismos utilizados para la expresión de un gen (que hace la proteína del ADN).

Existen muchos tipos de sistemas de expresión: bacteriano; levadura; viral; cultivos celulares de plantas o animales:
- Levaduras, algas, protozoos, células eucariotas, líneas celulares, hibridomas, virus, células de tejido vegetal, esporas y huéspedes que contienen materiales tales como vectores, orgánulos celulares, plásmidos, ADN, ARN, genes y cromosomas.
- Ácidos nucleicos purificados.
- Depósitos de materiales no fácilmente clasificables como microorganismos, tales como ADN, ARN o plásmidos "desnudos".

## Estados parte del Tratado de Budapest
Los Estados que han adherido al tratado de Budapest (6 de febrero de 2023) son:

### Europa
Albania, Alemania, Austria, Belarús, Bélgica, Bosnia y Herzegovina, Bulgaria, Croacia, Dinamarca, Eslovaquia, Eslovenia, España, Estonia, Finlandia, Francia, Georgia, Grecia, Hungría, Irlanda, Islandia, Italia, Letonia, Liechtenstein, Lituania, Luxemburgo, Mónaco, Montenegro, Noruega, Países Bajos, Polonia, Portugal, Reino Unido, República Checa, República de Moldova, Rumania, Serbia, Suecia, Suiza, Turquía, Ucrania,

### América
Antigua y Barbuda, Canadá, Chile, Colombia, Costa Rica, Cuba, El Salvador, Estados Unidos de América, Guatemala, Honduras, Nicaragua, México, Panamá, Perú, República Dominicana, Trinidad, Tabago y Venezuela

### Asia
Arabia Saudita, Armenia, Azerbaiyán, Baréin, Brunei Darussalam, China, Emiratos Árabes Unidos, Federación de Rusia, Filipinas, Israel, India, Indonesia, Japón, Jordania, Kazajstán, Kirguistán, Macedonia del Norte, Malasia, Omán, Catar, República de Corea, República Popular Democrática de Corea, Singapur, Tayikistán, , Uzbekistán y Viet Nam

### África
Marruecos, Sudáfrica, Túnez

### Oceanía
Australia, Nueva Zelandia